# La luz prodigiosa
Pour plus de détails, voir Fiche technique et Distribution.
La luz prodigiosa est un film espagnol réalisé par Miguel Hermoso, sorti en 2003.

## Synopsis
Dans les années 1980 à Grenade, Joaquin enquête sur un événement de son enfance pendant la guerre d'Espagne : il cherche un homme ayant survécu à son exécution et qu'il avait aidé.

## Fiche technique
- Titre : La luz prodigiosa
- Réalisation : Miguel Hermoso
- Scénario : Fernando Marías Amondo d'après son roman
- Musique : Ennio Morricone
- Photographie : Carlos Suárez
- Montage : Mauro Bonanni
- Production : Juan Carlos Nabal, Pilar Ortega, Antonio Torres et Massimo Vigliar
- Société de production : Azalea Producciones Cinematográficas, Canal 9 Televisió Valenciana, Canal Sur Televisión, Euskal Irrati Telebista, Sur Films, Surf Film, TVA Canarias, TeleMadrid, Televisió de Catalunya, Televisión de Galicia et Vía Digital
- Pays :  Espagne
- Genre : Drame
- Durée : 108 minutes
- Dates de sortie : 
  -  Espagne : 31 janvier 2003

## Distribution
- Alfredo Landa : Joaquín
- Nino Manfredi : Galápago
- Kiti Mánver : Adela
- José Luis Gómez : Silvio
- Iván Corbacho : Joaquín jeune
- Sergio Villanueva : Galápago jeune
- Mariano Peña : le médecin
- Fernando Picón : Abogado
- Inma Molina : Belén
- Fanny de Castro : sœur Ángela
- Paca López : sœur Ana

## Distinctions
Le film a été nommé pour quatre prix Goya